# Hosaka Mamoru
Hosaka Mamoru (jap. 穂坂 衛; * 25. August 1920; † 26. Oktober 2016) war ein japanischer Computerpionier.
Hosaka erhielt 1942 seinen Abschluss in Flugzeugtechnik an der Universität Tokio und war ab 1946 am Forschungsinstitut der Japanischen Staatsbahn (JNR). Für seine Forschungen wurde er an der Universität Tokio promoviert. 
1951 las er einen Artikel über digitale Computer und begann sich damit zu befassen. 1954 schlug er seinem Institut vor, über Anwendungen in der Eisenbahn zu forschen und entwickelte 1955 ein Platzreservierungssystem, das 1959 vollendet wurde (MARS 1, für Magnetic Automatic Reservation System). Das System verwendete einen Magnettrommelspeicher.
2006 erhielt er den Computer Pioneer Award.